# Dolane
Dolane je naselje v Občini Cirkulane.

## Opis
Dolane so razloženo naselje v spodnjem delu doline potoka Bele. Gručasto jedro je naslonjeno na vznožje Haloz, v dolini prevladujejo travniki in njive. Na skali iz litotamnijskega apnenca stoji grad Borl iz 12. stoletja, ki je varoval brod z mitnico.